# Đông Ukraina
Đông Ukraina (tiếng Ukraina: Східна Україна, chuyển tự Latin: Skhidna Ukrayina) là một thuật ngữ địa lý quan trọng và thường bao gồm lãnh thổ Ukraina nằm về phía đông của sông Dnepr, đặc biệt Sloboda Ukraina, lưu vực sông Donets (Donbas), và duyên hải biển Azov. Gần một phần ba dân số cả nước sống trong khu vực này, trong đó bao gồm ba thành phố với dân số trên một triệu người. Con sông chính của Đông Ukraina là Seversky Donets. 
Các tỉnh ở Đông Ukraina là tỉnh Kharkiv, Luhansk và Donetsk. Tỉnh Dnipropetrovsk và Zaporizhzhia cũng thường được coi là "Đông Ukraina".
Ngày 23 tháng 2 năm 2014, nơi đây đã xảy ra xung đột quân sự giữa Nga và Ukraina khiến hàng chục nghìn người thiệt mạng bao gồm cả dân thường, cảnh sát và lính Ukraina, cùng hàng chục nghìn người khác ở đây phải đi lánh nạn và vẫn còn tiếp diễn đến nay.

## Địa lý
Khu vực Đông Ukraina trải dài từ nam Vùng cao Trung Nga đến Bắc bờ biển Azov, từ biên giới phía đông với Nga đến vùng đât thấp Dnieper (bao gồm cả bờ trái sông Dnepr) về phía Tây. Ngoài sông Dnepr thì còn có một con sông chính nữa là sông Donets. Vùng kinh tế chính của Đông Ukraina là Donbas, tên được rút gọn của "Donets Basin (Lưu vực Donets)", lấy tên từ sông Dontets. Khu vực này đã trở thành hiện trường của cuộc xung đột giữa Lực lượng Vũ trang Ukraina và Lực lượng Ủy quyền Nga.

### Thành phố và Dân số
Xem thêm: Danh sách thành phố Ukraina
Lãnh thổ này có mức độ đô thị hoá cao và thường liên kết với Donbas. Ba thành phố lớn nhất tạo thành một tam giác công nghiệp trong khu vực. Trong số các thành phố lớn có: Kharkiv, Dnipro, Donetsk-Makiivka, Zaporizhzhia, Luhansk, Mariupol, Kryvyi Rih, Horlivka và Kamjanske. Donetsk và Makiivka tạo ra sự mở rộng đô thị, cho nên rất gần với các thành phố quan trọng khác như Horlivka và Yenakieve.
| Các tỉnh       | Tiếng Ukraina            | Diện tích (km2) | Dân số vào năm 2001 | Ước tính dân số vào năm 2012 | Ghi Chú                                      |
| -------------- | ------------------------ | --------------- | ------------------- | ---------------------------- | -------------------------------------------- |
| Donetsk        | Донецька область         | 26,517          | 4,825,563           | 4,403,178                    | Thống kê từ Ủy ban thông kê nhà nước Ukraina |
| Kharkiv        | Харківська область       | 31,418          | 2,914,212           | 2,742,180                    | Thống kê từ Ủy ban thông kê nhà nước Ukraina |
| Luhansk        | Луганська область        | 26,683          | 2,546,178           | 2,272,676                    | Thống kê từ Ủy ban thông kê nhà nước Ukraina |
| Tổng cả 3 tỉnh | Tổng cả 3 tỉnh           | 84,618          | 10,285,953          | 9,418,034                    | Thống kê từ Ủy ban thông kê nhà nước Ukraina |
| Zaporizhzhia   | Запорізька область       | 27,183          | 1,929,171           | 1,791,668                    | Thống kê từ Ủy ban thông kê nhà nước Ukraina |
| Dnipropetrovsk | Дніпропетровська область | 31,923          | 3,561,224           | 3,320,299                    | Thống kê từ Ủy ban thông kê nhà nước Ukraina |
| Tổng cả 5 tỉnh | Tổng cả 5 tỉnh           | 143,724         | 15,776,348          | 14,530,001                   | Thống kê từ Ủy ban thông kê nhà nước Ukraina |